# Ultia
Ultia est une streameuse française travaillant sous pseudo, née le 11 septembre 1995 à Reims qui diffuse, notamment, du contenu en lien avec l'univers Nintendo.

## Biographie

### Jeunesse et études
Née à Reims en 1995, elle grandit à Menton, où elle est scolarisée à l'école primaire et au collège. Elle effectue ensuite sa seconde au lycée Saint-Joseph-Carnolès de Roquebrune-Cap-Martin ainsi qu'une première et une terminale économique et sociale au lycée Henri-Matisse de Vence. Elle passe son baccalauréat économique et social au lycée Auguste-Renoir de Cagnes-sur-Mer, et son épreuve de DNL d'histoire-géographie en italien au lycée Masséna de Nice. Elle obtient un DUT à Nice en 2016 et un master en marketing et vente à l'IAE Lyon (en) en 2019. 
Elle devient par la suite responsable commerciale chez Capcom Entertainment France, avant de démissionner pour se consacrer à son activité de streameuse,.

### Carrière de streameuse
Ultia débute le streaming sur Twitch en juillet 2017, alors qu'elle est encore étudiante. Elle explique avoir eu le « déclic » en suivant Pixia, une youtubeuse spécialisée dans Les Sims.
Elle rencontre, en octobre 2018, le streamer Ponce, puis le streamer Rivenzi.
En septembre 2019, Ultia fait partie de l'équipe de la Web TV LeStream, où elle participe à l'émission Le Récap et présente différentes chroniques comme « Les astuces Ratus » et « La chronique Food d'Ultia ». À partir de septembre 2020, elle présente également une émission consacrée à Nintendo, Les Amiibros,.
Depuis 2020, elle participe au projet caritatif du ZEvent. Lors de l'édition 2021, elle est victime de cyberharcèlement après avoir critiqué en direct le streameur Inoxtag pour ses propos sexistes et misogynes tenus en live durant l'évènement,. La streameuse, qui ne cache pas ses idées féministes,, porte plainte pour cyberharcèlement à la fin de l'année 2022. 
Ultia participe en 2021 à GTA RPZ, le serveur roleplay de ZeratoR sur le jeu Grand Theft Auto V. Durant l'évènement, elle incarne « Lorenza Blake », une « jeune femme naïve et impertinente rêvant de gloire sur scène », et crée pour l'occasion un clip musical, intitulé Dona Dona et tourné dans le jeu, qu’elle publie sur sa chaine YouTube. Considéré comme « un vrai hit de l’été », la vidéo se retrouve en « tendances » YouTube. Le 21 juin 2022, jour de la fête de la musique, elle publie un clip du morceau en prise de vues réelles.
Petit à petit, elle diversifie ses contenus, notamment dans la critique de bandes dessinées ; son expertise est reconnue dans la chaîne du livre (partenariats avec Glénat,, notamment au Festival d'Angoulême ou Arte sur ses canaux de streaming).
En janvier 2025, le procès contre ses cyberharceleurs a lieu. Le délibéré a lieu le 12 février : trois hommes sont condamnés par la justice pour le cyberharcèlement.

## Prises de positions
En juin 2024, en vue des élections législatives anticipées, elle appelle à voter pour le Nouveau Front populaire.